# An Old Appointment
An Old Appointment è un cortometraggio muto del 1912 diretto da Ashley Miller.

## Produzione
Il film fu prodotto dalla Edison Manufacturing Company.

## Distribuzione
Distribuito dalla General Film Company, il film - un cortometraggio 152,4 metri - uscì nelle sale cinematografiche degli Stati Uniti il 18 dicembre 1912. Venne distribuito nel Regno Unito il 29 marzo 1913. Nelle proiezioni, veniva programmato con il sistema dello split reel, accorpato in un'unica bobina con un altro cortometraggio prodotto dalla Edison, la commedia When Joey Was on Time.